# Unsuk Chin
Unsuk Chin (ur. 14 lipca 1961 w Seulu) – koreańska kompozytorka, od 1988 mieszkająca na stałe w Berlinie.

## Życiorys
Studiowała kompozycję u Sukhi Kanga (ucznia Borisa Blachera i Isanga Yuna) w Narodowym Uniwersytecie Seulskim, a w latach 1985–1988 u Györgya Ligetiego w Wyższej Szkole Muzyki i Teatru w Hamburgu. Po ukończeniu studiów przeniosła się do Berlina i przez dekadę pracowała jako niezależny kompozytor w Studiu Muzyki Elektronicznej przy Uniwersytecie Technicznym w Berlinie, gdzie zrealizowała kilka kompozycji elektronicznych.
Otrzymała zamówienia od czołowych instytucji i organizacji muzycznych, a jej kompozycje były wykonywane m.in. przez Filharmoników Berlińskich, Filharmonię Nowojorską, Orkiestrę Symfoniczną BBC, Chicagowską Orkiestrę Symfoniczną, Londyńską Orkiestrę Filharmoniczną, Los Angeles Philharmonic Orchestra, Bostońską Orkiestrę Symfoniczną, Orkiestr Gewandhaus w Lipsku, londyńską Philharmonia Orchestra, Tokijską Orkiestrę Symfoniczną, Orchestre Philharmonique de Radio France, Oslo Philharmonic Orchestra, Montreal Symphony Orchestra oraz Ensemble InterContemporain, Ensemble Modern, Kronos Quartet, The Hilliard Ensemble, Klangforum Wien, Arditti Quartet, London Sinfonietta, pod dyrekcją takich wiodących dyrygentów jak   Simon Rattle, Gustavo Dudamel, Alan Gilbert, Kent Nagano, Esa-Pekka Salonen, David Robertson, Péter Eötvös, Myung-Whun Chung, George Benjamin, Susanna Mälkki, Jukka-Pekka Saraste, Leif Segerstam, Hannu Lintu, Jakub Hrůša i innych.
Była kompozytorką rezydentką ważnych festiwali muzycznych (Lucerne Festival, Festival d'Automne à Paris, Stockholms Konserthus Tonsättarfestival, BBC Symphony's Total Immersion Festival) i orkiestr (Niemieckiej Orkiestry Symfonicznej w Berlinie, Melbourne Symphony Orchestra). W latach 2006–2017 jako kompozytorka rezydentka w Seulskiej Orkiestrze Symfonicznej zainicjowała i nadzorowała cykle koncertów muzyki współczesnej. W latach 2011–2020 była dyrektorem artystycznym cyklu Music of Today w Philharmonia Orchestra w Londynie. Od sezonu 2019/2020 pełni funkcję kompozytora rezydenta w NDR Elbphilharmonie Orchester w Hamburgu.

## Wybrane nagrody
(na podstawie materiału źródłowego)
- 2004 – Grawemeyer Award for Music Composition za Koncert skrzypcowy,
- 2005 – Arnold-Schönberg-Preis
- 2010 – Prince Pierre Foundation Music Award za Gougalōn
- 2012 – Ho-Am Prize
- 2017 – Wihuri Sibelius Prize
- 2018 – Marie-Josée Kravis Prize for New Music
- 2019 – Bach-Preis der Freien und Hansestadt Hamburg
- 2021 – Nagroda Fundacji Muzycznej Léonie Sonning

## Wybrane kompozycje
(na podstawie materiału źródłowego)

### Opera
- Alice in Wonderland; libr. David Henry Hwang i kompozytorka, na podst. Lewisa Carrolla (2007)

### Utwory orkiestrowe
- Rocaná na ork. (2008)
- Graffiti na ork. kameralną lub małą ork. (2013)
- Mannequin na ork. (2015)
- Chorós Chordón na ork. (2017, zrewid. 2020)
- Frontispiz für Orchester (2019)
- SPIRA - Concerto for orchestra (2019)
- subito con forza na ork. (2020)

### Utwory na instrument solowy i orkiestrę
- Piano Concerto (1997)
- Violin Concerto (2001)
- Cello Concerto (2008, zrewid. 2013)
- Šu na sheng i ork. (2009)
- Clarinet Concerto (2014)

### Utwory kameralne
- Fantaisie mécanique dla 5 instrumentalistów (1994, zrewid. 1997)
- ParaMetaString na kwartet smyczkowy i taśmę (1996)
- Xi na zespół mieszany, 2 instr. lub więcej (1998)
- Gougalon (Scenes from a Street Theater) na zespół mieszany, 2 instr. lub więcej (2009/2011)
- Fanfare chimérique na dwa zespoły instr. dętych (drewnianych i blaszanych) oraz instr. elektron. (2011)
- cosmigimmicks na zespół (2012)

### Utwory fortepianowe
- Piano Etude No. 2 (Sequenzen) (1995, zrewid. 2003)
- Piano Etude No. 3 (Scherzo ad libitum) (1995, zrewid. 2003)
- Piano Etude No. 4 (Scalen) (1995, zrewid. 2003)
- Piano Etude No. 1 (in C) (1999, zrewid. 2003)
- Piano Etude No. 6 (Grains (2000)
- Piano Etude No.5 (Toccata) (2003)
- Piano Etudes (2003)

### Utwory wokalne
- Die Troerinnen na 3 głosy żeńskie, chór żeński i ork. (1986, zrewid. 1990)
- Akrostichon-Wortspiel na sopran i zespół (1991, zrewid. 1993)
- Miroirs des temps na ATTB[a] i ork. (1999, zrewid. 2001)
- Kalá na sopran, bas, chór mieszany i ork. (2000)
- snagS&Snarls na sopran i ork. (2004)
- Cantatrix Sopranica na 2 soprany, kontratenor i zespół (2005)
- Le Silence des Sirènes na sopran i ork. (2014)
- Le Chant des Enfants des Étoiles na chór mieszany, chór dziecięcy, organy i ork. (2016)